# Cetylstearylalkohol
Cetylstearylalkohol (auch Stearolum, CTFA, oder Cetearyl Alcohol) ist ein Trivialname für ein Gemisch fester aliphatischer Alkohole, hauptsächlich Cetylalkohol (Hexadecan-1-ol) und Stearylalkohol  (Octadecan-1-ol), tierischen oder pflanzlichen Ursprungs. Da diese Alkohole häufig durch Reduktion der entsprechenden Fettsäuren hergestellt werden, werden sie auch als Fettalkohole bezeichnet. Sie können aber auch z. B. durch Hydrolyse von Wachsen gewonnen werden. Cetylstearylalkohol wird in einer Vielzahl pharmazeutischer und kosmetischer Präparate verwendet, erhöht die Stabilität von Emulsionen und verbessert die Textur von Zubereitungen. 

## Verwendung
- in Salben und Cremes (u. a. Augensalben, Vaginalcremes, Nasensalben, Wundsalben, Sonnencreme etc.)
- in medizinischen Seifen und Hautpflegemitteln (in Kosmetikartikel wird es in der Inhaltsstoffliste als CETEARYL ALCOHOL (INCI)[1] angegeben)
- in der Textilindustrie als Textilhilfsmittel
- als Schaumbremse in Detergentien
- als Solmittel und zur Verbesserung der Schmierfähigkeit in wassermischbaren Kühlschmierstoffen

In pharmazeutischen Zubereitungen ersetzt Cetylstearylalkohol häufig das Walrat, dessen Verwendung die Behörden zum Schutz der Pottwale untersagten und das seit 1978 nicht mehr im Arzneibuch monografiert ist.

## Eigenschaften
Cetylstearylalkohol erscheint als wachsartige Masse, Tafeln, Schuppen oder Körner von weißer bis blassgelber Farbe. Pharmazeutische Qualitäten enthalten mindestens 40,0 Prozent Stearylalkohol, die Summe der Gehalte von Stearylalkohol und Cetylalkohol beträgt mindestens 90,0 Prozent. Die Schmelztemperatur liegt bei 49 bis 56 °C. Cetylstearylalkohol ist praktisch unlöslich in Wasser, löslich in Ethanol 96 % und Petrolether; in geschmolzenem Zustand ist er mischbar mit fetten Ölen, flüssigem Paraffin und geschmolzenem Wollwachs. Cetylstearylalkohol hat einen HLB-Wert von circa 1 und wirkt nur schwach grenzflächenaktiv (W/O-Emulgator).

Cetylalkohol, C_{16}H_{34}O
Stearylalkohol, C_{18}H_{38}O

- Cetylalkohol, C16H34O
- Stearylalkohol, C18H38O

## Emulgierender Cetylstearylalkohol
Der emulgierende Cetylstearylalkohol ist ein pharmazeutisch verwendeter Mischemulgator, der aus mindestens 80,0 Prozent Cetylstearylalkohol und 7,0 Prozent der ionischen O/W-Emulgatoren Natriumcetylstearylsulfat (Typ A) oder Natriumlaurylsulfat (Typ B) besteht. Sowohl emulgierender Cetylstearylalkohol vom Typ A als auch vom Typ B  ist löslich in heißem Wasser unter Bildung einer opaleszierenden Lösung, jedoch praktisch unlöslich in kaltem Wasser. Er ist Bestandteil wasseraufnehmender Salbengrundlagen wie etwa der „Hydrophilen Salbe DAB“ und hydrophiler Grundlagen wie der „Anionischen hydrophilen Creme DAB“.

## Handelsnamen
Lanette O (Cetylstearylalkohol), Lanette E (Natriumcetylstearylsulfat), Lanette N (Emulgierender Cetylstearylalkohol (Typ A))